# Ámpelo

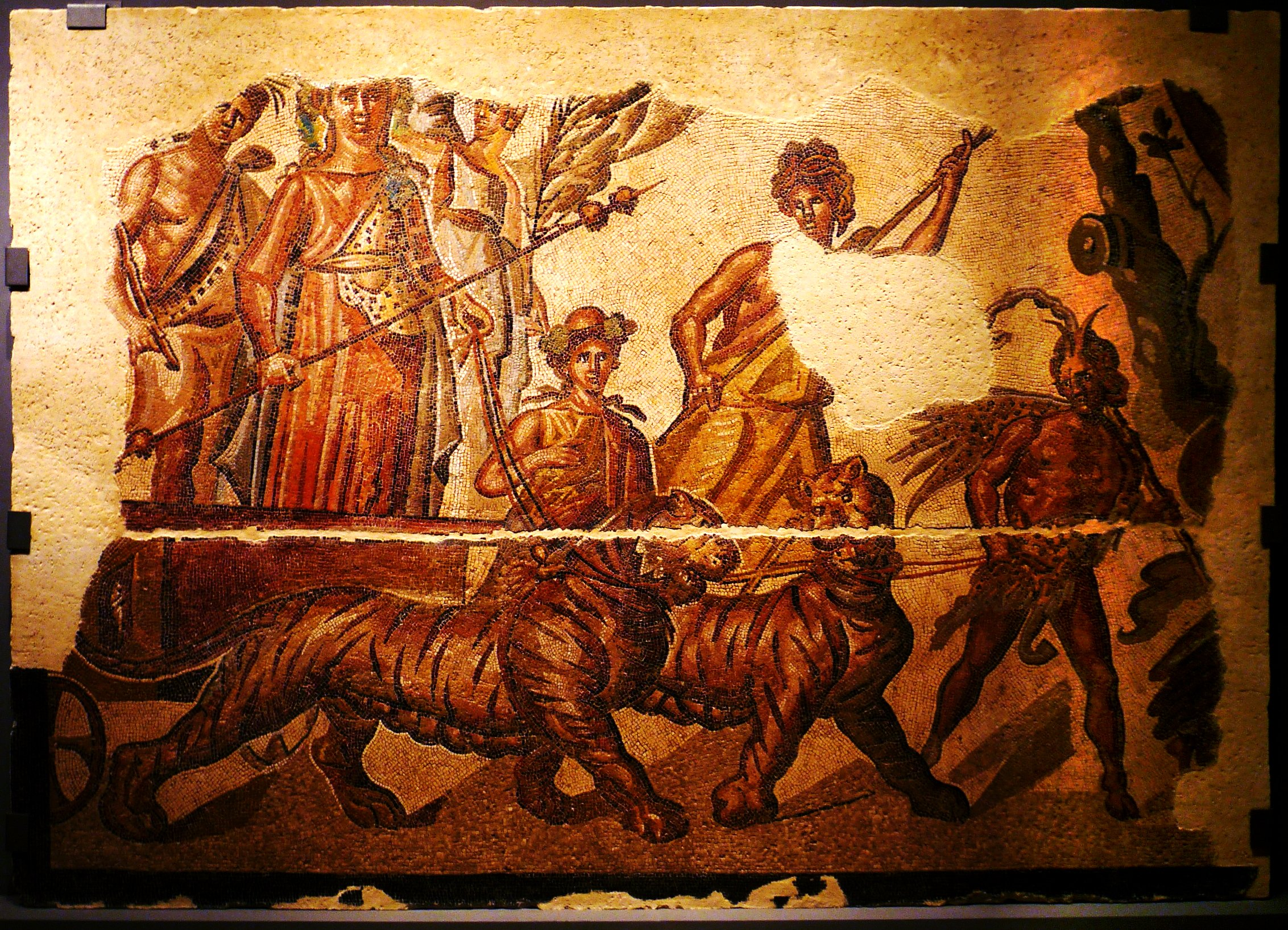
Mosaico del Triunfo de Baco, fines del - con el sátiro Ámpelo. Museo Arqueológico Nacional (España).

En la mitología griega, Ámpelo, Ampelo o Ampelos (del griego antiguo Αμπελος, "cepa de vid") era un sátiro hijo de un sátiro y una ninfa, compañero de Dioniso y amado por él. 

## Versiones del mito
Existen dos versiones y dos reacciones de Dioniso ante este hecho:

### Versión transmitida por Nono de Panópolis
La primera, según Nono, murió en un accidente al montar y caer de un toro bravo enloquecido por la picadura del tábano de Ate, después de haberse burlado de la diosa Selene. Las Moiras concedieron a Ámpelo una segunda vida como parra (en otra versión, es el propio Dioniso quien transforma al joven sátiro en un racimo de uvas), de la que Dioniso prensó el primer vino y se lo regaló a los hombres (o creó, según otra variante, el vino de su sangre).
Para Nono, Ámpelo fue el primer amor de Dioniso. El joven, ignorante de la naturaleza divina de su compañero, tenía la misma edad del dios, y lo superaba en belleza. Los dos vivían entre los sátiros y silenos por el río Pactolo en Frigia o tal vez Lidia (Nono a menudo confunde las dos regiones de la actual Turquía). El mismo Dioniso los orígenes del chico: podría pertenecer a la estirpe de los sátiros, y tendría una cola, o lo más probable, fuese hijo de Selene, diosa de la luna, y de Helios, el sol.
El dios, celoso, estaba enamorado de Ámpelo y siempre temía por su vida, presintiendo un destino similar al de Hilas, Jacinto y Ganimedes, todos jóvenes amantes de dioses o semidioses, que fueron sustraídos prematuramente de la vida terrenal.
Los dos compañeros se enfrentaban diariamente en una variedad de juegos, desde la lucha a la caza, y donde Dionisio dejaba ganar a su favorito. Durante una carrera a la que asistieron Ámpelo y dos sátiros, Leneo y Cisso, el dios intervino para frenar a los oponentes y garantizar la victoria del amado.
Para atraer la atención de su amante, Ámpelo montaba cabalgando a tigres, osos y leones. El dios, sin embargo, le aconsejó que en sus juegos, se guardase de los cuernos de los toros.
Dionisio había recibido de hecho una señal de la inminente muerte del joven: se le había aparecido un dragón con cuernos, que había lanzado un ciervo tumbado sobre su espalda contra la piedra de un altar, causándole la muerte. Intuyendo en la aparición un presagio del destino que aguardaba al joven, el dios estaba a punto de llorar por la futura pérdida, cuando ante la visión de la sangre que enrojecía la piedra del altar, anunció el don del vino, y se echó a reír de alegría.
A petición de Hera, madrastra de Dioniso, la diosa Ate, el Error, que se encontraba en Frigia desde que el enojado Zeus la había arrojado allí, se presentó a Ámpelo con la apariencia de un sátiro joven y le aconsejó que intentara cabalgar a un toro, persuadiéndolo de que con ello iba a ganar la predilección de Dioniso y la posibilidad de guiar el carro, que había sido confiada a Marón.
Ámpelo se acercó a un toro que bebía en el Pactolo; de las fauces del animal caía sobre el cuerpo del joven una corriente de agua, símbolo de la fatiga donde los bueyes estaban constreñidos a regar los viñedos. Ámpelo adornó la cabeza del toro de narcisos y anémonas, las flores que brotaron tras la muerte de Narciso y Adonis, ambos jóvenes queridos por los dioses, y finalmente, se montó en la grupa del toro. Mientras galopaba sobre el toro, al ver la luna, se burló de Selene, que, para castigarle, le envió un tábano para que picase al toro. El animal, desbocado, arrojó por los aires a Ámpelo, lo corneó y lo lanzó contra las rocas, hasta que la cabeza se separó del cuerpo.
Dionisio, en su desesperación, rociaba la herida con ambrosía, la comida de los dioses, cuya suavidad luego se pasa al vino. Eros, para consolarlo, contó al afligido dios la historia de otro bello muchacho, Cálamo, que se convirtió en caña después de un amor desafortunado.
Mientras tanto, las Horas, personificación divina de las cuatro estaciones del año, se fueron con su padre, Helios, guardián de las proféticas tablillas de Harmonía. Una de ellas, Carpo (la del otoño), pronto tendría la cabeza adornada con ramas de vid, porque era el tiempo del vino, previsto en la última representación de la tercera tablilla, que marcó el advenimiento de una nueva era en el mundo: de hecho había representado a Virgo, el signo zodiacal de transición entre el verano y el otoño, con un racimo de uvas.
Los lamentos de Dionisio llegaron a conmover a Átropos, una de las moiras, hilandera del destino de toda criatura. Ella le dio nueva vida al cuerpo de Ámpelo, que de inmediato echó raíces y se convirtió en una rama de vid, escapando así del Hades. Dioniso apretujó con las manos un racimo de uvas, y goteó un zumo de la misma dulzura de la ambrosía, que producía embriaguez: el vino había hecho su primera aparición sobre la tierra.
Cisso, el sátiro contra el que Ámpelo había competido, se había transformado en la hedera que envuelve a la vid, mientras que Cálamo, la caña, la sostendría contra el viento.

### Versión transmitida por Ovidio
La segunda versión general, involucra a las vides de manera diferente. 
Ovidio, además de especificar que Ámpelos era el hijo de un sátiro y una ninfa, cuenta una versión diferente del mito: 
Dionisio y su favorito vivían en las montañas Ismari, en Tracia. El dios le había confiado a Ámpelo una parra que colgaba de las ramas de un olmo. El joven se había subido al árbol para cosechar el fruto de la vid, pero perdió el equilibrio y murió en el accidente: la planta recibió el nombre de Ámpelo: "vid". 

El joven imprudente cayó de mala manera recogiendo uvas en una rama. Dioniso, liberó al joven muerto y lo elevó a las estrellas.

Dioniso convirtió a Ámpelo en la estrella Vindemitor o Vindemiatrix: la Vendimiadora, de la constelación de Virgo. Esa estrella hace su aparición por el este antes del amanecer, y marcaba el comienzo del período de la vendimia en septiembre. Debido a la precesión de los equinoccios, hoy en día son las estrellas de la constelación del León las que aparecen en esa posición a principios de otoño.

## Representaciones
Son escasas o de difícil identificación las representaciones de Ámpelo. Suele estar siempre acompañado de Dioniso, sobre todo en la pompa triunfal de la victoria de Dioniso, como es el caso de la musivaria en lugares como la Villa romana de Baños de Valdearados en Castilla y León o el Mosaico del triunfo de Baco (Zaragoza) en Aragón, ambos en España.